# Championnat de Tunisie masculin de volley-ball 2002-2003
Navigation
Saison précédente Saison suivante
Le championnat de Tunisie masculin de volley-ball 2002-2003 est la 48e édition à se tenir depuis 1956. Il est disputé par les dix meilleurs clubs en trois phases : une première phase de classement en aller et retour, une deuxième de play-off et play-out en aller et retour avec respectivement six et quatre clubs, et une troisième de super play-off entre les deux premiers du play-off.
Le Club olympique de Kélibia, qui a déjà laissé entrevoir de belles dispositions au cours de la saison précédente, voit son travail chez les jeunes récompensé par le championnat de Tunisie. Son équipe gérée par Ali Korbosli et entraînée par Nizar Chekili et son adjoint Hatem Sammoud est constituée de Walid Ben Cheikh, le Serbe Dragan Svetozarević, Slim Chekili, Salah Ben Cheikh, Bilel Ben Hassine, Hatem Sammoud, Mehdi Ben Cheikh, Mehdi Gara, Nabil Chekili, Seif Lemjid, Mâaouia Lajnef, Zied Ben Ali, Mourad Gara, Noureddine Sammoud, Issam Ben Chelbi, Marouene Mrabet et Mohamed Slim Chekili. Cependant, en finale de la coupe de Tunisie, l'équipe est battue par Saydia Sports (2-3).
Le Club sportif de Hammam Lif et l'Union sportive des transports de Sfax rétrogradent en division nationale B et sont remplacés par l'Union sportive de Carthage et l'Étoile olympique La Goulette Kram.

## Division nationale A

### Première phase
| Rang | Équipe                                | Points | Matchs | Victoires | Défaites | Sets pour | Sets contre | Ratio SP/SC |
| 1    | Club olympique de Kélibia             | 32     | 18     | 14        | 4        | 48        | 18          | 2.66        |
| 2    | Club sportif sfaxien                  | 31     | 18     | 13        | 5        | 44        | 22          | 2           |
| 3    | Espérance sportive de Tunis           | 31     | 18     | 13        | 5        | 41        | 21          | 1.95        |
| 4    | Étoile sportive du Sahel              | 31     | 18     | 13        | 5        | 45        | 24          | 1.87        |
| 5    | Saydia Sports                         | 31     | 18     | 13        | 5        | 43        | 25          | 1.72        |
| 6    | Tunis Air Club                        | 26     | 18     | 8         | 10       | 30        | 37          | 0.81        |
| 7    | Club sportif de Hammam Lif            | 25     | 18     | 7         | 11       | 28        | 38          | 0.73        |
| 8    | Union sportive des transports de Sfax | 23     | 18     | 5         | 13       | 19        | 47          | 0.40        |
| 9    | Avenir sportif de La Marsa            | 21     | 18     | 3         | 15       | 18        | 47          | 0.38        |
| 10   | Aigle sportif d'El Haouaria           | 19     | 18     | 1         | 17       | 15        | 53          | 0.28        |

### Play-off
| Rang | Équipe                      | Points | Matchs | Victoires | Défaites | Sets pour | Sets contre |
| 1    | Club olympique de Kélibia   | 19     | 10     | 9         | 1        | 28        | 9           |
| 2    | Club sportif sfaxien        | 17     | 10     | 7         | 3        | 25        | 14          |
| 3    | Étoile sportive du Sahel    | 15     | 10     | 5         | 5        | 20        | 20          |
| 4    | Espérance sportive de Tunis | 15     | 10     | 5         | 5        | 20        | 21          |
| 5    | Saydia Sports               | 14     | 10     | 4         | 6        | 18        | 22          |
| 6    | Tunis Air Club              | 10     | 10     | 0         | 10       | 6         | 30          |

### Super play-off
- Club sportif sfaxien - Club olympique de Kélibia : 2-3
- Club olympique de Kélibia - Club sportif sfaxien : 3-1

### Play-out
Les deux derniers rétrogradent en division nationale B.
| Rang | Équipe                                | Points | Matchs | Victoires | Défaites | Sets pour | Sets contre | Ratio SP/SC |
| 1    | Aigle sportif d'El Haouaria           | 10     | 6      | 4         | 2        | 15        | 10          | 1.5         |
| 2    | Avenir sportif de La Marsa            | 9      | 6      | 3         | 3        | 15        | 15          | 1           |
| 3    | Club sportif de Hammam Lif            | 9      | 6      | 3         | 3        | 13        | 14          | 0.92        |
| 4    | Union sportive des transports de Sfax | 8      | 6      | 2         | 4        | 11        | 15          | 0.73        |

## Division nationale B
Avec le retour de la Mouloudia Sport de Bousalem et le premier engagement de l'Étoile sportive de Dar Allouche, le nombre de clubs passe à huit.

### Première phase
Elle permet de classer les équipes en vue de la deuxième phase.
- 1er : Fatah Hammam El Ghezaz
- 2e : Union sportive de Carthage
- 3e : Association sportive des PTT Sfax
- 4e : Étoile sportive de Radès
- 5e : Étoile sportive de Dar Allouche
- 6e : Zitouna Sports
- 7e : Étoile olympique La Goulette Kram
- 8e : Mouloudia Sport de Bousalem

### Deuxième phase

#### Groupe A
- 1er : Fatah Hammam El Ghezaz
- 2e : Étoile sportive de Radès
- 3e : Étoile sportive de Dar Allouche
- 4e : Mouloudia Sport de Bousalem

#### Groupe B
- 1er : Étoile olympique La Goulette Kram
- 2e : Union sportive de Carthage
- 3e : Association sportive des PTT Sfax
- 4e : Zitouna Sports

### Matchs d'accession
Le premier de chaque groupe rencontre le second de l'autre. Les vainqueurs montent en division nationale A.
- Union sportive de Carthage - Fatah Hammam El Ghezaz : 3-2
- Étoile olympique La Goulette Kram - Étoile sportive de Radès : 3-1